# Suramericano de Natación de 2004 - 100 m. Pecho Masculino
La prueba de 100 m pecho masculino del campeonato sudamericano de natación de 2004 se realizó el 25 de marzo de 2004, el primer día de competencias del campeonato. En la final, dos nadadores lograron la marca clasificatoria para los Juegos Olímpicos de Atenas 2004.

## Medallistas
| Evento      | Oro                               | Plata                              | Bronce                              |
| ----------- | --------------------------------- | ---------------------------------- | ----------------------------------- |
| 100 m pecho | Eduardo Fisher · Brasil · 1:03.63 | Walter Arciprete Argentina 1:04.47 | Ramiro Palmar · Venezuela · 1:05.17 |

## Resultados
| Posición | Carril | Nadador             | Tiempo      |
| -------- | ------ | ------------------- | ----------- |
| 1        | 4      | Eduardo Fisher      | 1:03.63 MCO |
| 2        | 5      | Walter Arciprete    | 1:04.47 MCO |
| 3        | 6      | Ramiro Palmar       | 1:05.17     |
| 4        | 2      | Francisco Picasso   | 1:05.32     |
| 5        | 1      | Segio Ferreyra      | 1:06.09     |
| 6        | 8      | Antonio León        | 1:07.73     |
| 7        | 1      | Gabrielle Tirabassi | 2:11.92     |
| -        | 3      | Felipe Santos       | DES         |

MCO: Marca Clasificatoria a Olímpicos.